# Cybaeodes
Cybaeodes és un gènere d'aranyes araneomorfes de la família dels liocrànids (Liocranidae). Fou descrit per primera vegada l'any 1878 per Eugène Simon. Les seves espècies viuen al sud d'Europa i el nord d'Àfrica. Una espècie cavernícola, Cybaeodes mallorcensis, és endèmica de Mallorca.

## Taxonomia
Segons el World Spider Catalog amb data de març de 2017 hi ha les següents espècies:
Cybaeodes comprèn les següents espècies:
- Cybaeodes alicatai Platnick & Di Franco, 1992
- Cybaeodes avolensis Platnick & Di Franco, 1992
- Cybaeodes carusoi Platnick & Di Franco, 1992
- Cybaeodes dosaguas Ribera & De Mas, 2015
- Cybaeodes indalo Ribera & De Mas, 2015
- Cybaeodes liocraninus (Simon, 1913)
- Cybaeodes madidus Simon, 1914
- Cybaeodes magnus Ribera & De Mas, 2015
- Cybaeodes mallorcensis Wunderlich, 2008
- Cybaeodes marinae Di Franco, 1989
- Cybaeodes molara (Roewer, 1960)
- Cybaeodes sardus Platnick & Di Franco, 1992
- Cybaeodes testaceus Simon, 1878 (espècie tipus)